# Порфирион
Порфирион (на старогръцки: Πορφυρίων, Porphyion) е гигант от древнигръцката митология.
Той е син на Гея и на кръвта на Уран и един от гигантите, които в гигантомахията нападат олимпийските богове. Когато напада Хера, той е повален с гръм от Зевс и тогава убит със стрела от Херакъл.